# Belsize Park
Belsize Park - stacja metra londyńskiego położona w dzielnicy Camden. Leży na trasie Northern Line. Została otwarta w roku 1907. W czasie II wojny światowej była jedną z ośmiu stacji metra, pod których peronami dodatkowo wydrążono schrony głębinowe, mające dawać schronienie mieszkańcom Londynu podczas niemieckich nalotów. Obecnie korzysta z niej ok. 5,6 mln pasażerów rocznie. Należy do drugiej strefy biletowej.

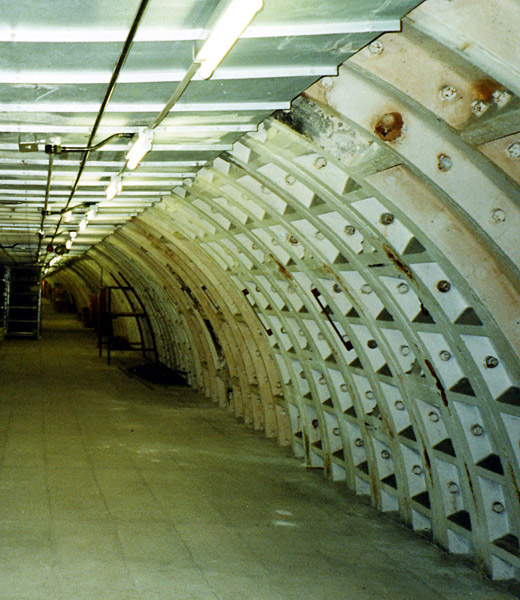
Schron z czasów II wojny światowej znajdujący się pod stacją